# Germana Garilli
Germana Garilli, também conhecida como Gêgê (São Paulo, 26 de dezembro de 1927), é uma ex-atleta, jornalista e locutora brasileira.

## Carreira
Germana Garilli obteve uma longa carreira como atleta em diferentes modalidades esportivas, passando por lugares como o Clube Indiano, Associação Cristã de Moços, São Paulo FC e do Conjunto Desportivo Constâncio Vaz Guimarães. No Clube Atlético Indiano, na década de 1970, foi jogadora da equipe feminina de futebol. Começou sua carreira jornalística em 1962,quando passou a trabalhar para a Tribuna Ituana. Em 1968, trabalhou na Tribuna de Franca e, em 1972, para a Gazeta de Santo Amaro, no espaço “A Bola é Dela”. Após, Gêgê iniciou sua carreira como jornalista de campo e locutora da Rádio Mulher (antiga Rádio Difusora Hora Certa), com uma equipe exclusivamente composta por mulheres, tendo como integrantes Claudete Troiano, Zuzu Ranieri, Semiramis Alves, Jurema Lara e Leilah Silveira dentre outras mulheres. Jurema criou o bordão “Fala daí Gêgê!”, usado quando ela não tinha certeza sobre algum assunto específico, para não se sentir envergonhada, Jurema passava a palavra diretamente a colega Gêgê. 

## Homenagem
No ano de 2015, foi homenageada pelo Museu do Futebol, em São Paulo, durante o projeto Visibilidade Para o Futebol Feminino.